# Kim Sang-ho (calciatore)
Kim Sang-ho (김상호?, 金相鎬?; 5 ottobre 1964) è un allenatore di calcio ed ex calciatore sudcoreano, di ruolo centrocampista, tecnico dello Shanghai Shenxin.